# Dendropsophus virolinensis
Dendropsophus virolinensis är en groddjursart som först beskrevs av Kaplan och Pedro M. Ruiz-Carranza 1997.  Dendropsophus virolinensis ingår i släktet Dendropsophus och familjen lövgrodor. IUCN kategoriserar arten globalt som livskraftig. Inga underarter finns listade i Catalogue of Life.